# Chapelle Saint-Christophe d'Hargimont
La chapelle Saint-Christophe est un édifice religieux catholique sis au cœur du village d’Hargimont-Jemeppe, dans la province de Luxembourg, en Belgique. Une ancienne chapelle castrale d’origine romane (XIe siècle) est agrandie et prolongée d’un chœur au XVIIe siècle.  Elle est classée au patrimoine immobilier de Wallonie.

## Histoire
Une ancienne chapelle castrale de style roman, datant du XIe siècle est agrandie au XVIIe siècle d’un sanctuaire.  Des traces dans son architecture témoignent de son ancien rôle castral. 
La chapelle est lieu de culte principal de Jemeppe jusqu’en 1875, époque à laquelle l’église Saint-Gobert construite à Hargimont devient église paroissiale pour Hargimont et Jemeppe. La chapelle est encore entourée de son ancien cimetière, aujourd’hui désaffecté. 
L’édifice abrite deux monuments funéraires intéressants, ainsi qu’un autel massif et des bancs. Certains de ceux-ci, situés à l’avant, étaient réservés à la famille de notables locaux comme en témoigne la cloison qui les entoure. 
Endommagée durant  la Seconde Guerre mondiale la chapelle est restaurée en 1969 pour retrouver son aspect initial. Elle avait auparavant été classée au patrimoine immobilier de Wallonie (le 29 mai 1952).